# Andinophryne olallai
Andinophryne olallai (syn. Rhaebo olallai) är en groddjursart som beskrevs av Marinus S. Hoogmoed 1985. Andinophryne olallai ingår i släktet Andinophryne och familjen paddor. Inga underarter finns listade i Catalogue of Life.
Denna padda förekommer endemisk i en liten bergsregion i norra Ecuador. Arten lever i områden som ligger 1100 och 1600 meter över havet. En annan population som hittades cirka 40 km längre söderut är antagligen utdöd. Individerna vistas i molnskogar och de sitter på växtligheten intill vattendrag. I vattendragen upptäcktes inget grodyngel. Därför är okänt var honor lämnar äggen.
Beståndet hotas främst av skogens omvandling till jordbruksmark. Även gruvdrift som etableras i regionen påverkar paddan negativ. Det kända kvarvarande utbredningsområde är endast 4 km² stort. IUCN kategoriserar arten globalt som akut hotad.